# Bajor Anna cseh királyné
Bajor Anna (1329. szeptember 26. – Prága, 1353. február 2.) cseh királyné, IV. Károly német-római császár második felesége.

## Élete
II. (Wittelsbach) Rudolf bajor herceg és első felesége, Meinhardiner Anna karintia-tiroli hercegnő egyetlen gyermeke. A szülők 1328-ban házasodtak össze.
Apai nagyszülők: I. Rudolf bajor herceg és Nassau Matilda német királyi hercegnő.
Anyai nagyszülők: II. Ottó karintiai herceg és Piast Eufémia legnicai hercegnő.
Anna csupán két esztendős, mikor édesanyja meghal, s 19, amikor apja 1348-ban újra megházasodik. Mostohaanyja csupán két évvel fiatalabb, mint Anna. A hercegnő 1349. március 11-én hozzáment az özvegy, egy gyermekes 32 éves Luxemburg Károly cseh királyhoz, aki már nagyon szeretett volna egy fiúörököst, mivel akkor már csak egy törvényes leánya élt, Katalin. 1349. július 26-án az asszonyt római királynévá koronázták, Aachenben. Néhány hónap múlva, az akkor már hét hónapos terhes Annát cseh királynévá is megkoronázták.
Anna 1350-ben fiút hozott világra, aki a Vencel nevet kapta a keresztségben, ám a várva várt trónörökös sajnos 1351-ben meghalt. A királyné nem szült több gyermeket férjének, és 1353. február 2-án, csupán 23 évesen elhunyt. Özvegye a trónutódlás biztosítása érdekében újból megnősült. Harmadik hitvese a mindössze 14 esztendős Schweidnitzi Anna hercegnő lett 1353. május 27-én. A párnak három közös gyermeke jött világra, Erzsébet 1358-ban, Vencel 1361-ben, és egy ismeretlen nevű fiúgyermek 1362-ben, aki még születése napján meghalt. Az asszony a harmadik gyermeke születésébe halt bele, és szintén csak 23 évet élt, akárcsak az előző királyné.
1. 1 2  Német Nemzeti Könyvtár: Integrált katalógustár (Németország) (német nyelven). Integrált katalógustár (Németország) . (Hozzáférés: 2015. augusztus 13.)
2. 1 2  Find a Grave (angol nyelven). Find a Grave . (Hozzáférés: 2017. október 9.)
3. 1 2  Leo van de Pas: Genealogics (angol nyelven), 2003
4. ↑  Német Nemzeti Könyvtár: Integrált katalógustár (Németország) (német nyelven). Integrált katalógustár (Németország) . (Hozzáférés: 2014. december 30.)